# Ananás-de-raposa
O ananás-de-raposa (Ananas ananassoides [Baker] L. B. Sm.) é uma planta de até 1 metro, da família das bromeliáceas, nativa da Argentina, Paraguai e Brasil. São uma espécie de folhas lineares e inflorescências subcilíndricas com flores roxas.

## Sinonímia
- Acanthostachys ananassoides Baker (basônimo)
- Ananas microstachys Lindm.